# 伊文寧夏德鎮區 (阿肯色州格林縣)
伊文寧夏德鎮區（英語：Evening Shade Township）是位於美國阿肯色州格林縣的一個行政鎮區。

## 地方資料
伊文寧夏德鎮區的面積為55.07平方千米，當中陸地面積為55.07平方千米，而水域面積為0.00平方千米。根據2010年美國人口普查的數據，當地共有人口41人，而人口密度為每平方千米0.74人。